# Украшенный дневной геккон

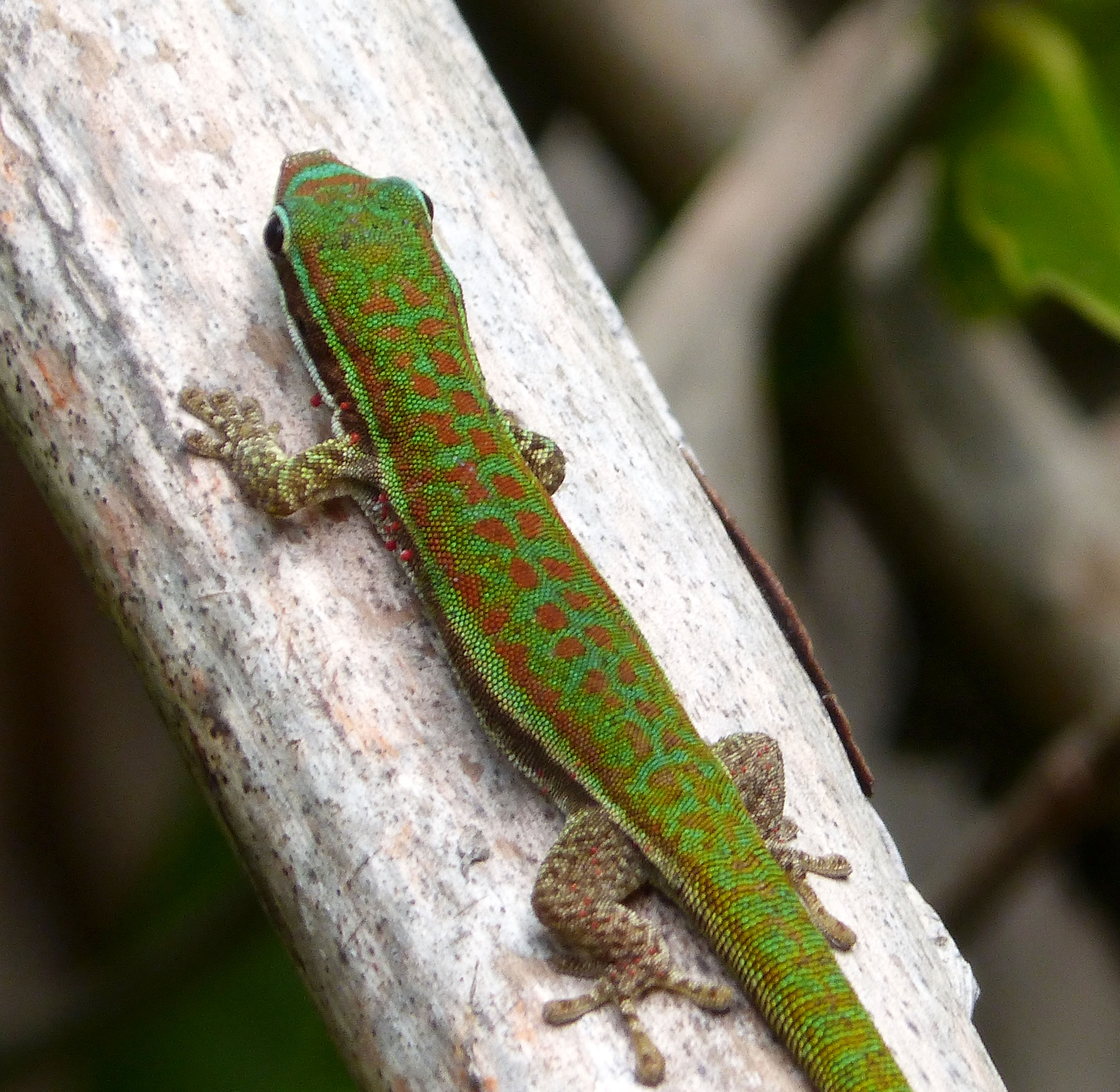
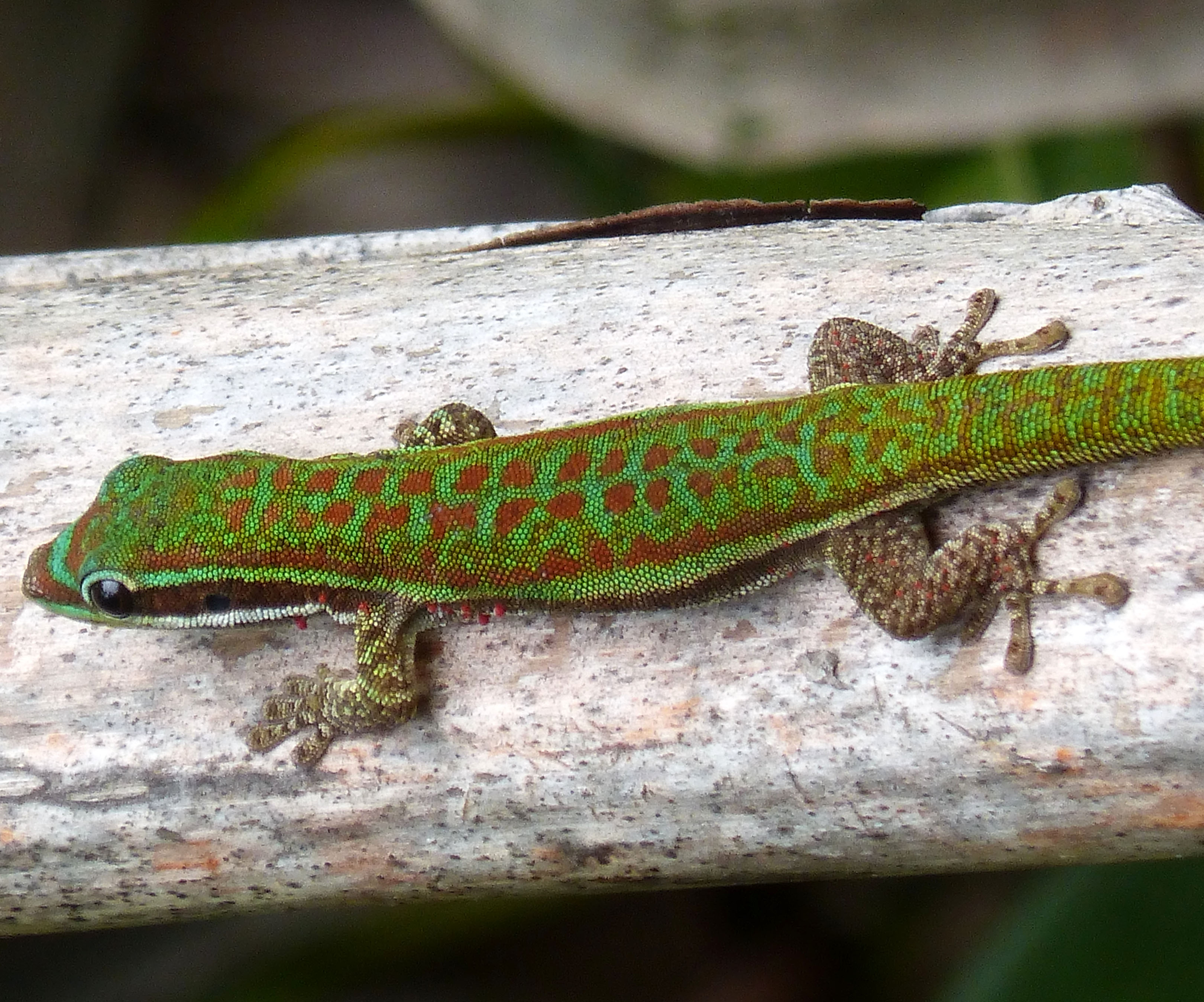

Украшенный дневной геккон (лат. Phelsuma ornata) — вид ящериц, дневных гекконов из рода фельзум. Эндемик Маскаренских островов, обитает на Маврикии и трёх маленьких расположенных немного севернее него островах: Иль-Ронд, Куэн-де-Мир и Иль-о-Эгрет. Видовое латинское название ornata означает «украшенный».
Обитает обычно в более засушливых районах Маврикия на низких и средних высотах, преимущественно недалеко от побережья. Держится на деревьях и кустарниках, там, где растительность была очищена, может встречаться на камнях.

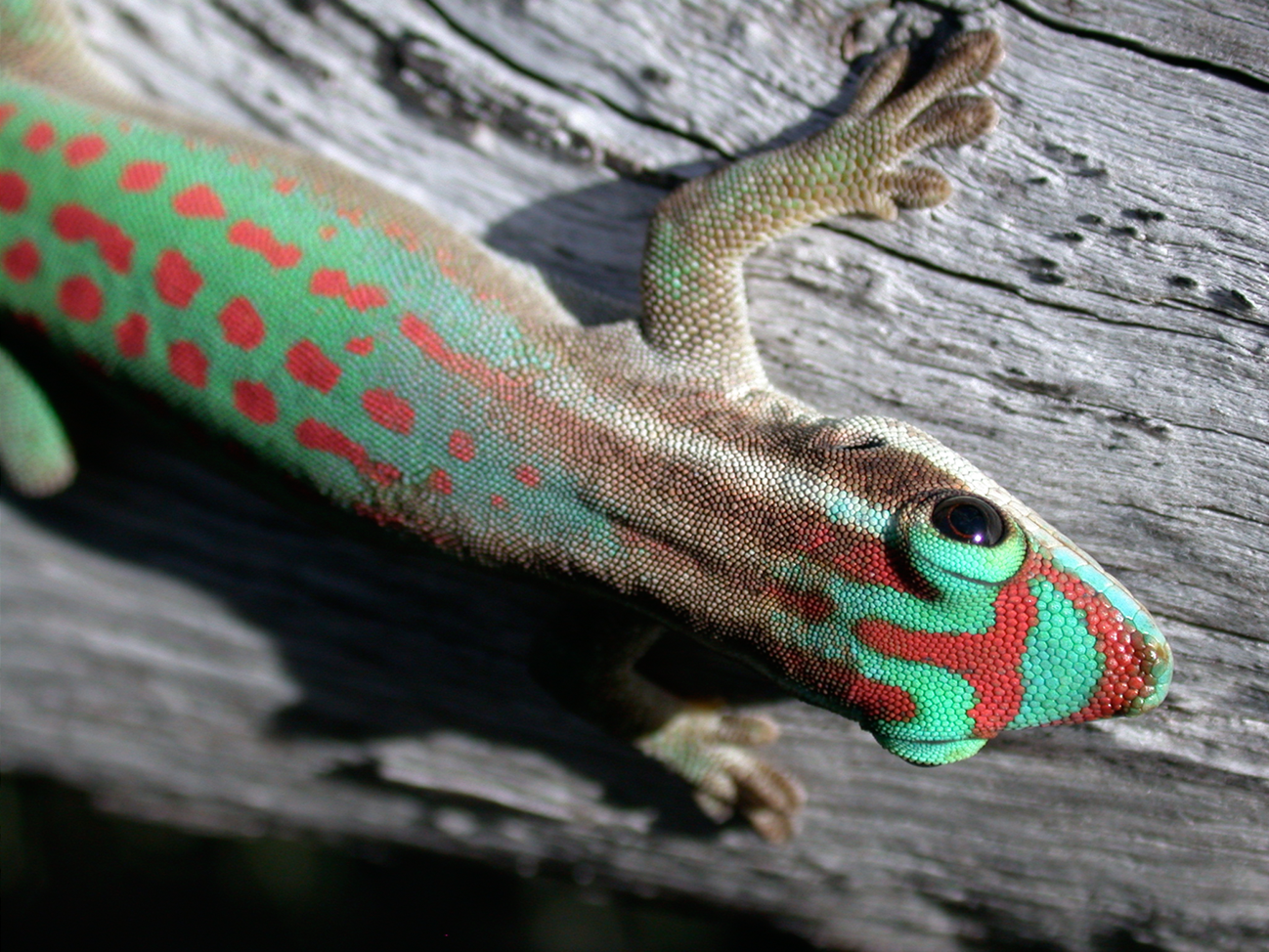

Один из самых мелких дневных гекконов, общая длина тела не превышает 12 см. Окраска яркая, разноцветная: передняя часть головы сверху ярко-голубая с ярко-красными полосами, за глазами верх и бока головы и шеи серовато-коричневые со светлыми продольными полосами, тянущимися от глаз до спины. Спина может быть голубовато-зелёная, либо зелёная с синей передней частью, или полностью синяя. Вдоль спины расположено несколько рядов небольших красных пятен, ближе к бокам иногда сливающихся в продольные полосы. Бока коричневые. Хвост бирюзового цвета, у основания иногда зеленоватый, с красными или оранжевыми поперечными полосами. Брюшная сторона грязно-белая.
Передвигаются очень быстро, в неволе бывают довольно пугливыми.
Эти дневные гекконы питаются различными насекомыми и другими беспозвоночными. Они также любят лизать мягкие сладкие фрукты, пыльцу и нектар.
Самки откладывают 1—2 яйца. При температуре 28 °C молодые гекконы вылупляются из яиц примерно через 40 дней.
В неволе этих животных содержат парами в хорошо засаженных растительностью террариумах. Температура поддерживают на уровне от +26 до +28 °C в течение дня и опускают примерно до +20 °C ночью. Влажность воздуха поддерживают на уровне от 50 до 60 % днем и от 80 до 90 % ночью. Кормят в неволе этих животных сверчками, личинками восковой моли, плодовыми мухами, мучными червями и комнатными мухами. Яйца инкубируют при температуре +28…+31° С, молодые гекконы вылупляются через 54 дня.